# Elisenhof (Bauernhof)
Der Elisenhof ist ein Bauernhof am westlichen Ortsrand von Tönning, auf der Halbinsel Eiderstedt in Schleswig-Holstein, der in den 1960er Jahren Gegenstand umfangreicher archäologischer Ausgrabungen war. Er liegt auf einer großen Warft.
Wie die Ausgrabungen von Albert Bantelmann zeigten, entstand hier im 8. Jahrhundert auf einem bis NN +2 m hohen Uferwall an einem Priel eine Siedlung der Friesen. Der Siedlungsplatz wurde vom 8. bis 11. Jahrhundert intensiv, im Spätmittelalter nur noch sporadisch genutzt und schließlich aufgegeben. Im Laufe der Zeit schoben sich die Wohnstallhäuser den Abhang des Uferwalles hinab, der Priel wurde mit Abfall und Mist verfüllt. Gleichzeitig wurde die Warft kontinuierlich mit den Resten abgebrochener Häuser, Mist und Kleiboden aufgeschüttet. In der vierhundertjährigen Belegungsphase wurde der Siedlungsplatz so um nahezu 4 Meter erhöht, um die Siedlung vor Sturmfluten sicherer zu machen. Über die gesamte Siedlungsdauer wurden auf der Warft mindestens 68 Gebäude errichtet und wieder abgebrochen. Die Ausgrabungen erbrachten eine Fülle von hervorragend erhaltenen archäologischen Funden zu Tage wie Holzgegenstände, Bein- und Knochengeräte, Textil- und Lederreste, Keramikgefäße, metallene Waffen und Werkzeuge sowie zahlreiche Tierknochen und Speiseabfälle. Die Ergebnisse der mehrjährigen wissenschaftlichen Bearbeitung dieser Funde wurde in zahlreichen Publikationen umfassend veröffentlicht und sind eine wichtige Quelle für die Erforschung der Sachkultur der ersten Jahrtausendwende Norddeutschlands bzw. Südskandinaviens.